# Manuel Garin
Manuel Garin Boronat (Gandia, 1984) és professor de narrativa serial, estètica cinematogràfica i banda sonora en els estudis de grau i màster de la Universitat Pompeu Fabra. És autor del llibre El gag visual. De Buster Keaton a Super Mario i ha publicat en diverses revistes científiques i en llibres col·lectius com Colabor_arte o Poéticas del gesto en el cine europeo contemporáneo. Escriu sobre cinema i videojocs en publicacions periòdiques com el suplement Cultura/s de La Vanguardia.